# Ährige Glockenblume
Die Ährige Glockenblume (Campanula spicata) ist eine Pflanzenart aus der Gattung der Glockenblumen (Campanula) in der Familie der Glockenblumengewächse (Campanulaceae).

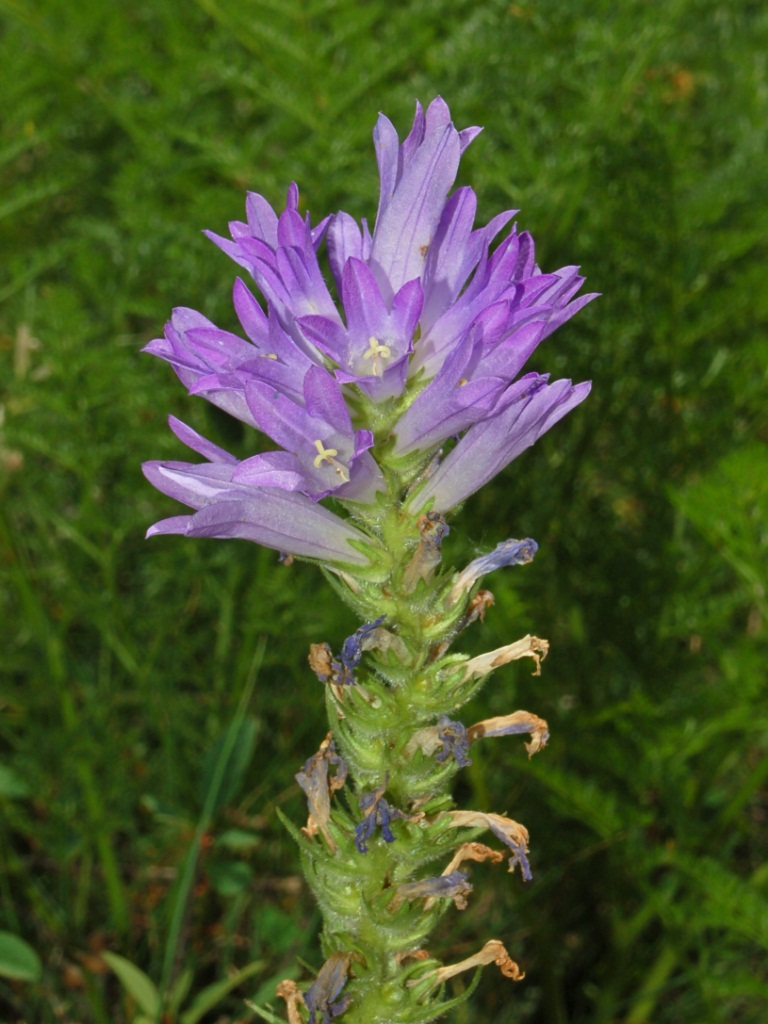
Blüten

## Beschreibung
Die Ährige Glockenblume ist eine zweijährige krautige Pflanze, die Wuchshöhen von 15 bis 80 Zentimeter erreicht. Die Pflanze ist rauhaarig. Der Stängel ist einfach und aufrecht. Die Grundblätter sind schmal lanzettlich, am Rand wellig und verschmälern sich in den Stiel. Die Stängelblätter haben einen abgerundeten Grund und sind fast stängelumfassend sitzend. Die zahlreichen Blüten sind in einer mehr oder weniger dichten und langen Ähre angeordnet. Sie sind blauviolett, 15 bis 25 Millimeter lang und glockig bis trichterförmig. Meist sitzen mehrere Blüten in einem Blattwinkel. Der Kelch weist stumpfe Buchten auf und hat keine Anhängsel. Die Kelchzipfel sind behaart, lanzettlich und ungefähr ein Drittel so lang wie die Blüte. Der Griffel ist kürzer als die Blütenkrone.
Die Blütezeit reicht von Juni bis August.
Die Chromosomenzahl beträgt 2n = 34.

## Vorkommen
Die Ährige Glockenblume hat Vorkommen in Frankreich, Italien, Schweiz, Österreich, Slowenien und Kroatien. Sie kommt in den Süd- und Zentralalpen, im Apennin, in den Abruzzen und auf der Balkanhalbinsel vor. Die Art wächst vorwiegend in der montanen Stufe auf trockenen und steinigen Böden auf Steilhängen, Felsen, Schutthalden und felsigen Trockensteppen von Tallagen bis in Höhenlagen von 2000 Meter. In Mitteleuropa steigt sie nur bis 1400 Meter Meereshöhe auf. Sie ist selten.
Die ökologischen Zeigerwerte nach Landolt & al. 2010 sind in der Schweiz: Feuchtezahl F = 1 (sehr trocken), Lichtzahl L = 4 (hell), Reaktionszahl R = 3 (schwach sauer bis neutral), Temperaturzahl T = 4 (kollin), Nährstoffzahl N = 2 (nährstoffarm), Kontinentalitätszahl K = 5 (kontinental).

## Taxonomie
Die Ährige Glockenblume wurde 1753 von Carl von Linné in Species Plantarum Band 1 Seite 166 erstbeschrieben.